# Zofia Dubicka
Zofia Anna Dubicka – polska geolog, doktor habilitowany nauk ścisłych i przyrodniczych, pracownik naukowy Katedry Geologii Historycznej, Regionalnej i Paleontologii Wydziału Geologii Uniwersytetu Warszawskiego.

## Życiorys
W 2008 ukończyła studia geologiczne na Uniwersytecie Warszawskim. Następnie w 2012 obroniła pracę doktorską pt.: Otwornice i stratygrafia osadów górnej kredy okolic Halicza, której promotorem była prof. Danuta Peryt. W 2019 habilitowała się na podstawie pracy zatytułowanej Ultrastruktura skorupek otwornic i jej implikacje filogenetyczne i taksonomiczne.
Pracowała na stanowisku adiunkta w Katedrze Paleontologii i Stratygrafii na Wydziale Nauk o Ziemi Uniwersytetu Śląskiego w Katowicach i w Instytucie Geologii Podstawowej na Wydziale Geologii Uniwersytetu Warszawskiego.